# Mokhtar Kechamli
Mokhtar Kechamli (Orano, 2 novembre 1962 – 5 luglio 2019) è stato un calciatore algerino, di ruolo difensore.

## Carriera

### Club
Ha giocato nel massimo campionato algerino, marocchino e saudita.

### Nazionale
Con la maglia della nazionale ha disputato due edizioni della Coppa d'Africa.